# کازوما اینوه
کازوما اینوه (انگلیسی: Kazuma Inoue؛ زادهٔ ۹ ژانویهٔ ۱۹۹۰) بازیکن فوتبال اهل ژاپن است.